# Gary Hemming
Pour les articles homonymes, voir Hemming.
Gary Hemming, né  le 13 décembre 1934 à Pasadena (États-Unis) et mort en 1969, est un alpiniste américain, surnommé en France « le beatnik des cimes ».

## Biographie
Gary Hemming est un grimpeur formé dans la vallée de Yosemite. Il s'installe en France, et suit des cours de philosophie à Grenoble dès 1960. Devenu un grimpeur assidu des Calanques, ainsi qu’un alpiniste de haut niveau, il participe à l'ouverture de voies d'escalade engagées dans le massif du Mont-Blanc, entre autres avec John Harlin, Tom Frost, Stuart Fulton et Royal Robbins.
En 1963, Gary Hemming a un fils avec Claude Guerre-Genton, prénommé Lauren.
Le 18 août 1966, à Entrèves dans les Alpes, Gary Hemming et son compagnon d'escalade, l'Allemand Lothar Mauch, prennent un café en se demandant pourquoi le mauvais temps a ruiné leur projet sur la face sud du mont Blanc. L'exemplaire du Dauphiné libéré posé sur la table annonce deux Allemands en perdition sur la face ouest des Drus et un sauvetage difficile pour les soldats du SDE. Le sang d'Hemming bout : « Il faut y aller, Lothar ! ». De retour à Chamonix, Hemming et Mauch réunissent parmi les meilleurs grimpeurs de la vallée François Guillot, Gil Bodin, Mike Burke puis René Desmaison. Le soir-même, la petite cordée bivouaque à la gare du Montenvers où le cinéaste Gérard Bauer se joint à eux. En empruntant la voie Berardini-Magnone, ils devancent l'équipe officielle de secours, et redescendent avec les deux grimpeurs accidentés par la voie Directe Américaine que Hemming avait ouverte avec Royal Robbins en 1962. Ceci provoque une vive polémique, Desmaison est exclu de la Compagnie des guides de Chamonix et Hemming érigé en héros. À cette occasion, la presse française surnomme celui-ci « le beatnik des cimes » en raison de ses cheveux longs et de son allure de vagabond.

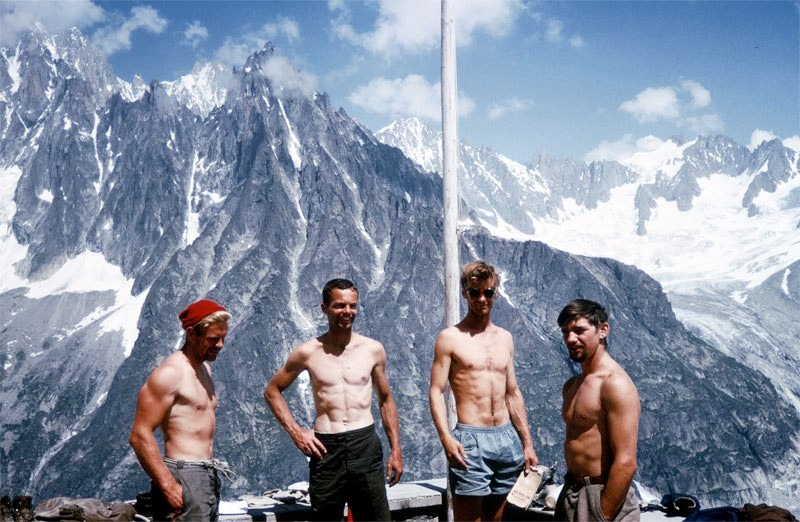
John Harlin II, Tom Frost, Gary Hemming et Stewart Fulton au refuge de l'Envers des Aiguilles en 1963.

Le 6 août 1969, à l'âge de 34 ans, il est retrouvé mort d'une balle dans la tête au bord du lac Jenny, dans le parc national de Grand Teton, dans le nord-ouest du Wyoming (États-Unis). L'enquête conclut à un suicide.
Aujourd'hui encore, Comet Hemming apparaît comme une légende de l'escalade, un personnage aussi romantique qu'insaisissable. Il semble avoir suscité l'admiration de tous ceux qui l'ont connu, y compris son ami Pierre Mazeaud, avec qui il a vécu un temps. Pour les alpinistes qui l'ont suivi, il incarne aussi une approche pure de la montagne, de l'escalade, et une vision libertaire de l'existence, affranchie des diktats sociaux, qui préfigurent déjà les mouvements contestataires de la fin des années 1960.
En 1996, Jean Afanassieff réalise le documentaire de 26 minutes Gary Hemming, le Beatnik Des Cimes. En 2022, sort le livre Un Héros beatnik : vie et mort de Gary Hemming (1934-1969), de Mirella Tenderini aux Éditions Guérin.

## Ascensions notables
- Première ascension de la face sud du Fou
- Directe Américaine à la face ouest des Drus
- Éperon Walker aux Grandes Jorasses
- Face ouest des Petites Jorasses
- Face est du Grand Capucin
- Face nord de l'aiguille de Triolet

## Documentaires
- Jean Afanassieff, Gary Hemming, le beatnik des cimes, documentaire vidéo de 26 min, 1996
- Hélène Delye, « Gary Hemming, le vagabond des cimes », émission Une histoire particulière, documentaire radiophonique de France culture, réalisé par François Teste, diffusé les 22 et 23/02/2020, en 2 épisodes de 28 minutes chacun (podcasts).